# Каменний Кар'єр (Таштагольський район)
Ка́менний Кар'є́р (рос. Каменный Карьер) — селище у складі Таштагольського району Кемеровської області, Росія. Входить до складу Каларського сільського поселення.

## Населення
Населення — 3 особи (2010; 1 у 2002).
Національний склад (станом на 2002 рік):
- росіяни — 100 %